# Die Augen der Mumie Ma
Die Augen der Mumie Ma is een Duitse dramafilm uit 1918 onder regie van Ernst Lubitsch. Destijds werd de film in Nederland uitgebracht onder de titel De oogen der mummie Mae.

## Verhaal
De schilder Albert Wendland gaat op reis naar Egypte. Daar hoort hij het verhaal van de vervloekte graftombe van koningin Ma. Hij besluit op zoek te gaan naar het graf.

## Rolverdeling
| Acteur           | Personage       |
| ---------------- | --------------- |
| Pola Negri       | Ma              |
| Emil Jannings    | Radu            |
| Harry Liedtke    | Albert Wendland |
| Max Laurence     | Prins Hohenfels |
| Margarete Kupfer |                 |